# Ozonid amonný
Ozonid amonný je sloučenina bohatá na kyslík obsahující kation amonný (NH +
4 ) a anion ozonidu (O -
3 ). Ozonid amonný, stejně jako alkalické ozonidy, je červená pevná látka. Ozonid amonný je stabilní při nízkých teplotách, ale při teplotách nad -70 °C se rozkládá na dusičnan amonný.

## Příprava a rozklad
Ozonid amonný se vyrábí probubláváním plynného ozonu kapalným amoniakem při -110 °C.
12 NH3 + 11 O3 → 9 NH4O3 + 3 NO2
Ozonid amonný se rozkládá na dusičnan amonný, plynný kyslík a vodu. Pokud se výše uvedená reakce provádí při vysokých teplotách, vznikají tyto produkty rozkladu okamžitě a nevzniká ozonid.
4 NH4O3 → 2 NH4NO3 + O2 + 4 H2O